# Vessel Monitoring System
Het Vessel Monitoring System (VMS) is een volgsysteem van de scheepvaart voor de Surinaamse kust.
Het systeem werd in 2007 verplicht gesteld voor industriële vissersvaartuigen. In 2014 werd het systeem uitgebreid naar andere vissersboten die voor de Surinaamse kust varen, maar dit werd in 2016 weer gestaakt omdat het onvoldoende functioneerde. Dit initiatief werd in 2020 opnieuw opgepakt. Door de invoering van het systeem voldoet Suriname aan de verplichtingen die worden gesteld door internationale organisaties waar het bij aangesloten is.
Het systeem zal de illegaliteit voor de kust voor een deel moeten bestrijden, maar is daar volgens Mark Lall van het Visserscollectief alleen niet voldoende voor. Daardoor zou er ook meer surveillance voor de kust nodig zijn. In 2020 is de illegale visvangst voor de Surinaamse wateren naar schatting vijftig procent. In de Surinaamse visserijsector als geheel werkten dat jaar naar schatting zeven duizend mensen.
Ook is er een noodknop in het systeem verwerkt. Hierdoor wordt ook de veiligheid op zee vergroot, zoals tegen piraterij waar de Surinaamse visserijsector in de jaren 2010 terugkerend mee te maken heeft gehad.
De opstart van het systeem verliep problematisch. Een deel van de vissers had in 2021 het systeem besteld en nog niet ontvangen. Het deel dat het systeem op dat moment wel al gebruikt, heeft klachten over het functioneren.